# Viscount Boyne

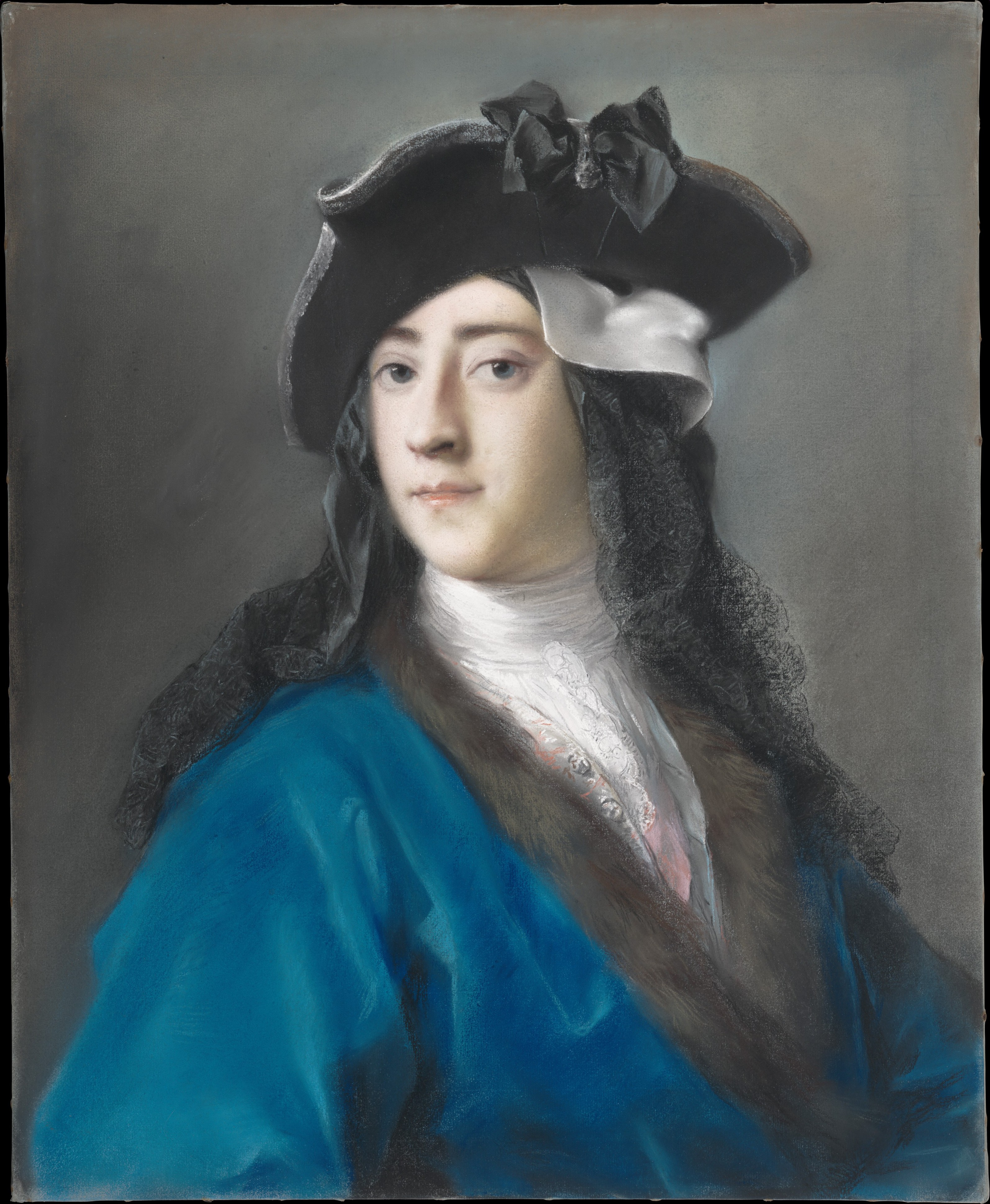
Gustavus Hamilton, 2. Viscount Boyne

Wappen der Viscounts Boyne bis 1850

Wappen der Viscounts Boyne seit 1850

Viscount Boyne, in the Province of Leinster, ist ein erblicher britischer Adelstitel in der Peerage of Ireland.
Familiensitz der Viscounts ist seit dem 19. Jahrhundert Burwarton House bei Bridgnorth in Shropshire.

## Verleihung und nachgeordnete Titel
Der Titel wurde am 20. August 1717 von König Georg I. für den aus dem schottischen Clan Hamilton stammenden Generalmajor Gustavus Hamilton, 1. Baron Hamilton of Stackallan, geschaffen. Dieser hatte während der Glorious Revolution und bei der Niederschlagung des Jakobitenaufstands in Irland auf Seiten von König Wilhelm III. gekämpft und sich insbesondere 1690 bei der Schlacht am Boyne besonders ausgezeichnet.
Bereits am 20. Oktober 1715 war dem 1. Viscount in Peerage of Ireland der fortan nachgeordnete Titel Baron Hamilton, of Stackallan in the County of Meath, verliehen worden.
Sein Ur-ur-urenkel, der 7. Viscount, wurde Generalerbe seines Schwiegervaters Matthew Russell, Gutsherr von of Brancepeth Castle. Er ergänzte daraufhin am 26. Februar 1850 seinen Familiennamen und sein Wappen um den bzw. das der Familie Russel. Am 31. August 1866 wurde ihm der fortan ebenfalls nachgeordnete Titel Baron Brancepeth, of Brancepeth in the County of Durham verliehen. Dieser gehört zur Peerage of the United Kingdom und war bis zum Inkrafttreten des House of Lords Act 1999 unmittelbar mit einem Sitz im britischen House of Lords verbunden.

## Liste der Viscounts Boyne (1717)
- Gustavus Hamilton, 1. Viscount Boyne (1642–1723)
- Gustavus Hamilton, 2. Viscount Boyne (1710–1746)
- Frederick Hamilton, 3. Viscount Boyne (1718–1772)
- Richard Hamilton, 4. Viscount Boyne (1724–1789)
- Gustavus Hamilton, 5. Viscount Boyne (1749–1816)
- Gustavus Hamilton, 6. Viscount Boyne (1777–1855)
- Gustavus Hamilton-Russell, 7. Viscount Boyne (1798–1872)
- Gustavus Hamilton-Russell, 8. Viscount Boyne (1830–1907)
- Gustavus Hamilton-Russell, 9. Viscount Boyne (1864–1942)
- Gustavus Hamilton-Russell, 10. Viscount Boyne (1931–1995)
- Gustavus Hamilton-Russell, 11. Viscount Boyne (* 1965)

Titelerbe (Heir apparent) ist der älteste Zwillingssohn des jetzigen Viscounts, Hon. Gustavus Hamilton-Russell (* 1999).